# Уэлкер, Фрэнк
Фрэнк Уэлкер (англ. Frank Welker; род. 12 марта 1946, Денвер) — американский киноактёр и актёр озвучивания. «Самый успешный актёр Голливуда» по данным 2011 года (97 лент, в которых он сыграл (озвучил) одну из главных ролей, в общем собрали 6 452 627 268 долларов).

## Биография
Франклин Уэнделл Уэлкер родился 12 марта 1946 года в Денвере. После окончания средней школы переехал в Калифорнию, где поступил в Колледж Санта-Моники (англ. Santa Monica College). Именно там его ждал первый заметный сценический успех — за роль Трусливого Льва в постановке «Волшебника из Страны Оз». Впервые его голос прозвучал на телевидении в рекламе собачьего корма Friskies, когда Фрэнк заканчивал колледж. На тех съёмках он узнал от девушки продюсера ролика, что сейчас в студии Hanna-Barbera проходит прослушивание на роли в новом мультсериале «Скуби-Ду, где ты!». В итоге Фрэнк Уэлкер на десятилетия стал голосами Скуби-Ду и Фреда Джонса. В прочих лентах Фрэнк регулярно озвучивал всевозможных животных, гремлинов, динозавров и других созданий. Также с 1980-х годов Фрэнк является неизменным голосом Мегатрона почти во всех официальных проектов во вселенной Трансформеров.
В 1972 году зрители впервые увидели лицо Фрэнка Уэлкера — он снялся в вестерне «Грязный Маленький Билли».

## Избранная фильмография
Основная статья: Фильмография Фрэнка Уэлкера
За свою карьеру, с 1969 года по настоящее время, Фрэнк Уэлкер принял участие примерно в 900 фильмах, мультфильмах, теле- и мультсериалах, компьютерных играх. Ниже указаны несколько десятков его наиболее заметных ролей.
- 1978 — Фантастическая четвёрка / Fantastic Four — робот H.E.R.B.I.E. / Невозможный человек (в тринадцати эпизодах)
- 1981—1983 — Человек-паук и его удивительные друзья / Spider-Man and His Amazing Friends — Человек-лёд / Флэш Томпсон / Сорвиголова / второстепенные персонажи (в двадцати четырёх эпизодах)
- 1983—1990 — Элвин и бурундуки / Alvin and the Chipmunks — второстепенные персонажи (в шестидесяти одном эпизоде)
- 1983—1985 — Подземелье драконов / Dungeons & Dragons — единорог Юни / дракон Тиамат[англ.] / второстепенные персонажи (в двадцати семи эпизодах)
- 1983—1985 — Инспектор Гаджет / Inspector Gadget — разные роли (в восьмидесяти эпизодах)
- 1984—1987 — Трансформеры / The Transformers — Мегатрон / другие трансформеры (в семидесяти шести эпизодах)
- 1984 — Гремлины / Gremlins — озвучивание гремлина Страйпа
- 1985 — Джетсоны / The Jetsons — Орбитти, инопланетное домашнее животное-хамелеон (в пятнадцати эпизодах)
- 1986—1991 — Настоящие охотники за привидениями / The Real Ghostbusters — Рэй Станц / Лизун[англ.] / второстепенные персонажи (в ста сорока эпизодах)
- 1986 — Трансформеры: Кино / Transformers: The Movie — Мегатрон / другие трансформеры
- 1987—1991 — Приключения мишек Гамми / Adventures of the Gummi Bears — второстепенные персонажи (в десяти эпизодах)
- 1987—1990 — Утиные истории / DuckTales — некоторые Братья Гавс / Бабба, пещерный утёнок / прочие персонажи (в пятидесяти шести эпизодах)
- 1987 — Спиральная зона / англ. Spiral Zone — доктор Гарольд Лоуренс / Гребнеспин / Нед Такер (в шестидесяти пяти эпизодах)
- 1988—1994 — Гарфилд и его друзья / Garfield and Friends — баран Бо / цыплята Букер и Шелдон / второстепенные персонажи (в ста восемнадцати эпизодах)
- 1988 — Кто подставил кролика Роджера / Who Framed Roger Rabbit — озвучивание слона Дамбо и других второстепенных персонажей
- 1990—1996 — Команда спасателей Капитана Планеты / англ. Captain Planet and the Planeteers — разные роли (в пятидесяти пяти эпизодах)
- 1990—1992 — Приключения мультяшек / Tiny Toon Adventures — разные роли (в семидесяти четырёх эпизодах)
- 1990—1991 — Чудеса на виражах / TaleSpin — второстепенные персонажи (в восьми эпизодах)
- 1990 — Утиные истории: Заветная лампа / DuckTales the Movie: Treasure of the Lost Lamp — второстепенные персонажи
- 1990 — Герои мультфильмов приходят на помощь / Cartoon All-Stars to the Rescue — Лизун / Силач / Кермит
- 1991—1995, 1997, 1999—2002, 2014 — Симпсоны / The Simpsons — разные роли, почти всегда — разнообразные животные (в двадцати эпизодах)[6]
- 1991 — Маленький отважный паровозик Тилли / The Little Engine That Could — клоун Ролло / слонёнок Перки / Горный Орёл / Фарнсворт / Джебедай
- 1991—1992 — Чёрный Плащ / Darkwing Duck — второстепенные персонажи (в одиннадцати эпизодах)
- 1991—1993 — Пираты тёмной воды / The Pirates of Dark Water — обезьяно-птица Ниддлер / Тёмный обитатель / Морфо, его слуга / второстепенные персонажи (в двадцати одном эпизоде))
- 1992 — Гуфи и его команда / Goof Troop — разные роли (в шестидесяти трёх эпизодах)
- 1992 — Аладдин / Aladdin — Абу / Раджа / Пещера Чудес
- 1993—1995, 2011 — Бивис и Баттхед / Beavis and Butt-head — голоса животных (в четырёх эпизодах, в титрах не указан)
- 1993—1994 — Чокнутый / Bonkers — Кролик Развалюха / второстепенные персонажи (в тридцати эпизодах)
- 1993—1998 — Озорные анимашки / Animaniacs — мистер Плотс, Ральф, Баттонс, Рант, второстепенные персонажи (в восьмидесяти пяти эпизодах)
- 1993 — Ёжик Соник / Sonic the Hedgehog — второстепенные персонажи (в тринадцати эпизодах)
- 1994—1996 — Гаргульи / Gargoyles — разные роли (в сорока девяти эпизодах)
- 1994—1995 — Аладдин / Aladdin — Абу / Ксеркс / Хаким / второстепенные персонажи (в восьмидесяти трёх эпизодах)
- 1994 — Король Лев / The Lion King — второстепенные персонажи
- 1995, 1996, 1999 — Король лев: Тимон и Пумба / Timon & Pumbaa — разные роли (в одиннадцати эпизодах)
- 1995—1996 — Фриказоид! / Freakazoid! — разные роли (в тринадцати эпизодах)
- 1995—1997 — Маска / англ. The Mask: The Animated Series — Мило, пёс Маски / разные персонажи (в сорока четырёх эпизодах)
- 1995—1998 — Пинки и Брейн / Pinky and the Brain — разные роли (в двадцати восьми эпизодах)
- 1995 — Земля до начала времён 3: В поисках воды / The Land Before Time III: The Time of the Great Giving — велоцирапторы
- 1995 — Смертельная битва / Mortal Kombat — озвучивание Шао Кана, Горо и Рептилии
- 1995 — Покахонтас / Pocahontas — Флит
- 1996—2003 — Лаборатория Декстера / Dexter’s Laboratory — Обезьяна / прочие роли (в шестидесяти шести эпизодах)
- 1996—1997 — Настоящие приключения Джонни Квеста / англ. The Real Adventures of Jonny Quest — разные роли (в сорока эпизодах)
- 1996—1997 — Кряк-Бряк / Quack Pack — разные роли (в десяти эпизодах)
- 1997—2000, 2002, 2004 — Джонни Браво / Johnny Bravo — разные роли (в девятнадцати эпизодах)
- 1996 — Космический джем / Space Jam — пёс Чарльз
- 1996 — Земля до начала времён 4: Земля Туманов / The Land Before Time IV: Journey Through the Mists — динозавр Пушок
- 1997 — Южный парк / South Park — голоса животных (в эпизоде «Слон занимается любовью со свиньёй»)
- 1997 — Красавица и Чудовище: Чудесное Рождество / Beauty and the Beast: The Enchanted Christmas — Филлипп / Султан
- 1997 — Аннабелль / Annabelle's Wish — синхронные шумы
- 1997—1998 — 101 далматинец / 101 Dalmatians: The Series — Скорч / Аллигатор Стивен (в шестидесяти четырёх эпизодах)
- 1998—1999 — Удивительные странствия Геракла / Hercules: The Legendary Journeys — Лэдон / Абу / Пегас (в шести эпизодах)
- 1998 — Мулан / Mulan — Хан / Кри-Ки
- 1999—2013 — Футурама / Futurama — Зубастик / второстепенные персонажи (в сорока эпизодах)
- 1999, 2006, 2009, 2011 — Гриффины / Family Guy — Фред Джонс / Мегатрон / Лягушонок Кермит (в четырёх эпизодах)
- 1999 — Глубокое синее море / Deep Blue Sea — попугай
- 2000—2002 — Приключения Джеки Чана / Jackie Chan Adventures — разные роли (в пяти эпизодах)
- 2000 — Гринч — похититель Рождества / How the Grinch Stole Christmas — пёс Макс
- 2000 — Русалочка 2: Возвращение в море / The Little Mermaid II: Return to the Sea — овцепёс Макс
- 2001, 2002, 2004 — Губка Боб Квадратные Штаны / SpongeBob SquarePants — разные роли (в трёх эпизодах)
- 2001—2003 — Мышиный дом / House of Mouse — разные роли (в двадцати пяти эпизодах)
- 2001 — Джимми Нейтрон, вундеркинд / Jimmy Neutron: Boy Genius — Годдард, собака-робот / второстепенные персонажи
- 2001 — Леди и Бродяга 2 / Lady and the Tramp II: Scamp’s Adventure — Регги, злой уличный пёс
- 2002, 2007 — Харви Бёрдман / Harvey Birdman, Attorney at Law — разные персонажи (в пяти эпизодах)
- 2002, 2004 — Totally Spies! / Totally Spies! — разные роли (в двух эпизодах)
- 2002—2006 — Приключения Джимми Нейтрона, мальчика-гения / The Adventures of Jimmy Neutron: Boy Genius — Годдард, собака-робот (в пятидесяти восьми эпизодах)
- 2003—2006, 2008 — Пароль: «Соседские детишки» / Codename: Kids Next Door — разные роли (в двенадцати эпизодах)
- 2003—2005, 2007 — Ким Пять-с-Плюсом / Kim Possible — разные роли (в девяти эпизодах)
- 2003—2005 — Лило и Стич / Lilo & Stitch: The Series — разные роли (в шести эпизодах)
- 2003—2005 — Дак Доджерс / Duck Dodgers — разные роли (в семи эпизодах)
- 2004—2005 — Дэйв-варвар / Dave the Barbarian — Фаффи
- 2004 — Мулан 2 / Mulan II — Кри-Ки
- 2004 — Три мушкетёра: Микки, Дональд и Гуфи / Mickey, Donald, Goofy: The Three Musketeers — второстепенные персонажи
- 2006—2011 — Клуб Микки Мауса / Mickey Mouse Clubhouse — различные персонажи (в девятнадцати эпизодах)
- 2006, 2007, 2011 — Робоцып / Robot Chicken — Мегатрон / Барак Обама / прочие персонажи (в четырёх эпизодах)
- 2006 — Гроза муравьёв / The Ant Bully — разные персонажи
- 2007 — Футурама: Большой куш Бендера / Futurama: Bender’s Big Score — Зубастик / второстепенные персонажи
- 2008 — Футурама: Игра Бендера / Futurama: Bender’s game — Зубастик / второстепенные персонажи
- 2009 — Трансформеры: Месть падших / Transformers: Revenge of the Fallen — Саундвейв / Девастатор / Баррикейд / Шоквейв
- 2009 — наст. время — Шоу Гарфилда / англ. The Garfield Show — Гарфилд (Garfield) (в шестидесяти двух эпизодах)
- 2010 — Шрек навсегда / Shrek Forever After — Дракон / разные животные (в титрах не указан)
- 2010 — План Б / The Back-up Plan — Натс
- 2010—2013 — Трансформеры: Прайм / Transformers: Prime — Мегатрон / Саундвейв / второстепенные персонажи (в пятидесяти пяти эпизодах)
- 2011 — Дети шпионов 4D / Spy Kids: All the Time in the World — голоса животных (в титрах не указан)
- 2011 — Смурфики / The Smurfs — Азраэль
- 2012 — Мадагаскар 3 / Madagascar 3: Europe’s Most Wanted — медведь Соня
- 2012 — Черепашки Мутанты Ниндзя / Teenage Mutant Ninja Turtles — Обезьяна Роквелл
- 2013 — Трансформеры: Прайм Охотники на Чудовищ Восстание Предаконов / Transformers: Prime Beast Hunters Predacons Rising — Мегатрон, Гальватрон.
- 2014 — Трансформеры 4: Эпоха истребления / Transformers: Age of Extinction — Гальватрон
- 2015 — Головоломка / Inside Out — Радужный единорог
- 2015 — Lego Dimensions — Скуби-Ду, Фред Джонс, Лизун
- 2017 — Трансформеры: Последний рыцарь / Transformers: The Last Knight — Мегатрон

Кроме перечисленного, Фрэнк Уэлкер озвучил Скуби-Ду и Фреда Джонса во всех фильмах и мультфильмах с их участием, за исключением мультсериала «Щенок по кличке Скуби-Ду» (1988—1991).